# 山口井筒屋
株式会社山口井筒屋（やまぐちいづつや）は、山口県山口市に本社を置く百貨店。福岡県の地場百貨店である井筒屋の子会社。
2008年（平成20年）5月30日付で社名を「株式会社宇部井筒屋」から改称。この段階において、井筒屋本体が仲立ちとなり、山口県宇部市に当時あった宇部店で全国百貨店共通商品券を利用できるようになった。10月3日、本社を宇部市から山口市に移し、同市の地場百貨店である「ちまきや」から百貨店事業を引き継ぎ営業開始。同時に日本百貨店協会に加盟した。スローガンは「つなぐ つくる 百貨店」。2018年の開店10周年を機に制定されたキャッチフレーズは「Happyをこれからも」。

## 沿革

### ちまきや宇部支店
山口井筒屋の前身である宇部井筒屋は、後にJR西日本小野田線となる、沖ノ山旧鉱駅（宇部港駅）と小野田市方面を結ぶ鉄道路線を運営していた宇部電気鉄道が、関西私鉄のターミナル型百貨店を参考に1933年（昭和8年）、ちまきやと提携して宇部市に開業した電鉄系百貨店を源流とする。
同店は1936年（昭和11年）11月に株式会社ちまきや八木が運営する「ちまきや宇部支店」となり、沖ノ山旧鉱駅近くの宇部市西区海岸通（後の宇部市中央町）において、地上2階1662平方メートルの店舗を営業していた。

### 緑屋百貨店
一方、ちまきや宇部支店と真締川を挟んだ対岸に位置する、後に宇部井筒屋（山口井筒屋宇部店）が立地する宇部市東区常盤通（後の宇部市常盤町）で営業していたのが「緑屋百貨店」である。緑屋百貨店は当初個人商店として営業していたが、資本金150万円の株式会社緑屋デパートとして新たに本格的な百貨店を計画、1937年（昭和12年）4月に地下1階、地上7階、延床面積2500坪の店舗設計を完成し、当時としては珍しい冷房装置のほか、ホール、屋上遊園地、子供プール等を併設して翌春に竣工する予定であった。
同年に百貨店の新設を抑制する百貨店法が成立し、既に計画中であった緑屋百貨店は本来同法の対象外であったが、大型店舗の計画をめぐり市内の中小商業者との対立が激化。新店舗の設計は木骨コンクリート3階建て、延床面積3419平方メートル（約1036坪）、法人は資本金45万円として縮小することで許可を受け、また社長に国吉省三（初代宇部市長である国吉亮之輔の養子）を迎えた。9月28日に株式会社緑屋百貨店として法人設立、9月30日に船木区裁判所宇部出張所にて設立登記を行った。また同日、個人商店としての緑屋百貨店の商号を廃止した。
1938年（昭和13年）5月21日、開店した緑屋百貨店は1階を商品券・化粧品・食料品・裁縫用品・雑貨、2階を買物相談所・呉服布図類・婦人子供用品、3階を食堂・美術品・電気器具・文房具の売場とし、宇部市の工業生産の拡大とともに業績を伸ばした。1940年（昭和15年）にはパリから帰国した宇部市出身の画家である松田正平が緑屋百貨店で『滞欧作展』を開催した。
第二次世界大戦下の1945年（昭和20年）7月2日未明、宇部市街地への空襲により店舗が焼損する被害を受け、周辺市街も壊滅した状況下において業績が悪化、さらに戦後も店舗火災等の影響を受け、緑屋百貨店は倒産した。

### 宇部百貨店
宇部井筒屋（山口井筒屋宇部店）の店舗として直接の前身となるのは、前述の緑屋百貨店の店舗跡において宇部市における百貨店を再建すべく、京阪神の百貨店取引業者で構成する業界組織「選秀会」が資金調達を図り、大阪市で三笠屋百貨店を創業・経営していた実業家の蜂谷経一を社長に招聘して1951年（昭和26年）4月14日に開店した「宇部百貨店」である。宇部百貨店は約500坪の面積を有し、蜂谷にとっては初めての土地であったが単身で店の切り盛りを手掛け、宇部興産の従業員に対する分割払い制クーポンの売り上げなどで業績を伸ばしていった。
同年秋、資本金を1千万円増資することに合わせて経営体制を一新し、蜂谷は大阪へ戻り宇部へは月1回程度訪れることになり、後任としてちまきやの八木家から八木宗十郞が社長に就任した。また同時期、宇部商業界では宇部駅（後の宇部新川駅）前の商店街への百貨店建設構想が浮上し、宇部市経済部と商工会議所と商店街役員の共同で研究会が開かれる中で宇部百貨店の進出も取り沙汰されていた が、営業している既存店舗の拡張を進めた。

### 宇部ちまきや
1953年（昭和28年）までに店舗建物を鉄筋コンクリート造（一部木造）2階、延床面積905坪と約2倍規模へ拡張、売場面積は620坪に増加し、株式会社宇部ちまきやが運営する日本百貨店協会加盟店「宇部ちまきや」として新装した。
1956年（昭和31年）時点において宇部ちまきやの経営陣は、社長の八木宗十郞、専務の八木千太郞が八木家から、取締役に中安閑一、相談役に俵田明ら、宇部興産の重役をはじめとした宇部市の財界人が就き、資本金は1800万円、従業員数は150名であった。同年の売り上げは東京や大阪の百貨店に並ぶ伸びを記録し、宇部地区の上流顧客を引き付ける営業施策を展開した。

### 井筒屋の資本受け入れ後の展開
1960年代になると売り上げの減少が続き、1969年（昭和44年）には井筒屋の出資を受け、山口井筒屋の法人としての前身である株式会社井筒屋ちまきやが新たに発足。その3年後の1972年（昭和47年）にちまきやは持ち株を井筒屋へ全て売却し宇部から撤退、宇部の店舗は「宇部井筒屋」に、商号は株式会社宇部井筒屋に改称した。ここで井筒屋とちまきやの関係はいったん途絶えた。このいきさつは後に小倉伊勢丹をコレット井筒屋に承継（実際には井筒屋による業態転換）した事例に類似する。
その後、ちまきやは山口市周辺への郊外型ショッピングセンターの出店攻勢により売り上げの減少が止まらず経営が悪化。既に創業家の八木家から山口銀行に経営の主体が移っていたちまきや は、2007年（平成19年）、井筒屋との提携関係を“復活”させ自力での再建を図ろうとした ものの、同年11月、自らは土地・建物の管理のみを行い、百貨店事業は井筒屋に引き継ぐと発表。その受け皿として、かつて子会社であった宇部井筒屋 を充てることで地元側の了解を取り付けることとした。
ちまきやの百貨店営業は2008年（平成20年）8月31日をもって終了 した。その後1か月をかけて改装が行われ、10月3日に山口井筒屋本店として再び開業。またこれに伴い宇部井筒屋は、山口井筒屋宇部店に改称した。なお、ちまきやの商品券等については一部を除いて井筒屋各店で使えるようにする とともに、商品券類に関する業務が井筒屋本体に一本化された。前述の小倉伊勢丹も、コレット井筒屋に継承された際同様に商品券類に関する業務を井筒屋本体に一本化した。
2009年（平成21年）には、山口店・宇部店でのみ利用可能な現金専用の「IZUTSUYAきららカード」を発行開始。7年後の2016年（平成28年）1月15日、親会社である井筒屋本体が同種のシステムである「ウィズクラブカード」をスタートさせたのに合わせ、コレットの「コレットクラブカード」を合わせ、グループ全店で現金専用ポイントカードの共通利用ができるようになった。なお2017年（平成29年）の時点では「ウィズクラブカード」への集約はされておらず、山口県内では引き続き「きららカード」が発行される。
2018年7月31日、井筒屋グループにおける将来的に収益の改善が見込めない店舗・事業の構造改革をはかり、経営資源を井筒屋本店（北九州市小倉北区）と山口井筒屋山口店に集中させる目的で、宇部店を同年12月31日で営業終了することを発表した。

## 店舗
山口市に百貨店店舗を、周南市・宇部市に直営のサテライトショップを構える。百貨店店舗については、井筒屋グループ全体では「山口店」の呼称を用いている。

### 山口店（本店）
単に「山口井筒屋」と称すると一般的にはこちらの店舗を指す。中市商店街内にあった地下1階・地上5階の旧ちまきやの店舗を引き継ぎ2008年（平成20年）10月3日に開店した。ちまきや時代から通路幅を広げるなどのリニューアルを行っている。
開業1ヶ月間はちまきや時代の同月に比べて35%増の7億5千万円の売り上げを記録した が、初年度の売り上げは世界的な消費不況も重なり目標を10%以上下回った。
アクセス
- JR山口線山口駅より徒歩15分。
- 防長交通バス「西京橋」そば。
- 防長交通バス・中国JRバス「米屋町」バス停から徒歩3分。

フロア構成
- B1F - 食料品
- 1F - 婦人用品・菓子
- 2F - 婦人服
- 3F - 高級婦人服・呉服・宝飾
- 4F - 紳士服・紳士小物・子供服・バッグ
- 5F - 催場・レストラン・美術品・生活用品

### 周南ショップ
2013年6月13日開店。井筒屋グループとしても山口県下初のサテライトショップで、周南市銀南街のチャレンジショップなどに利用されていたスペースに開店した。ギフトコーナーや婦人雑貨などを扱う売り場を備える。みなみ銀座にあった近鉄松下百貨店の閉店（2013年2月）の受け皿を想定しており、近鉄松下百貨店の商品券を利用できる ほか、近鉄松下の元従業員を雇用する。
- 所在地：山口県周南市銀南街33番地

### 宇部ショップ
2018年12月31日をもって営業終了した宇部店（後述）の代替として、宇部市内にある商業施設「ゆめタウン宇部」に2019年3月20日開店。店舗面積は430平方メートルで、宇部店が担っていた外商機能を置くほか、宇部店のテナント数店舗も出店する。

### ギャラリー

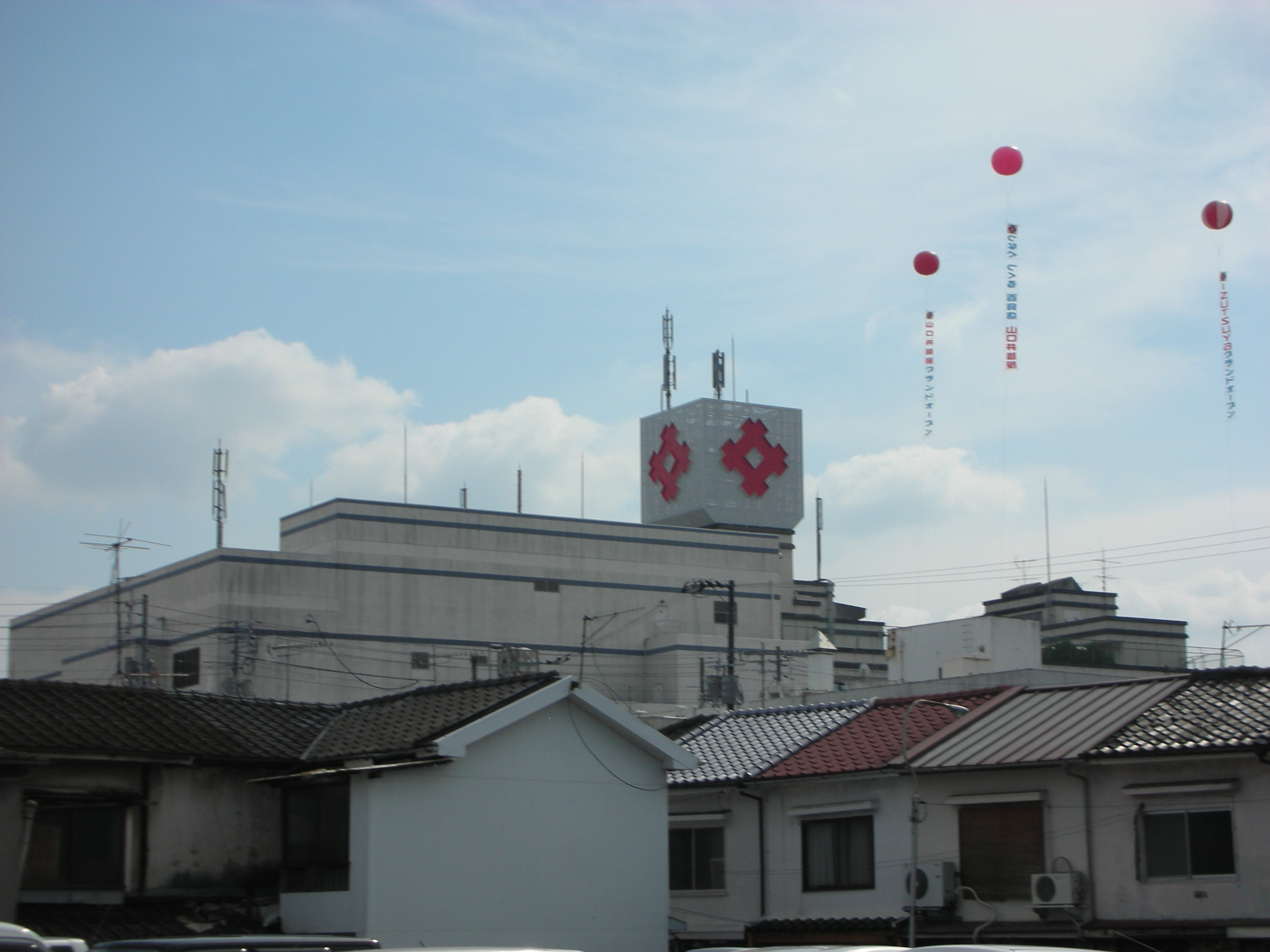
山口井筒屋本店
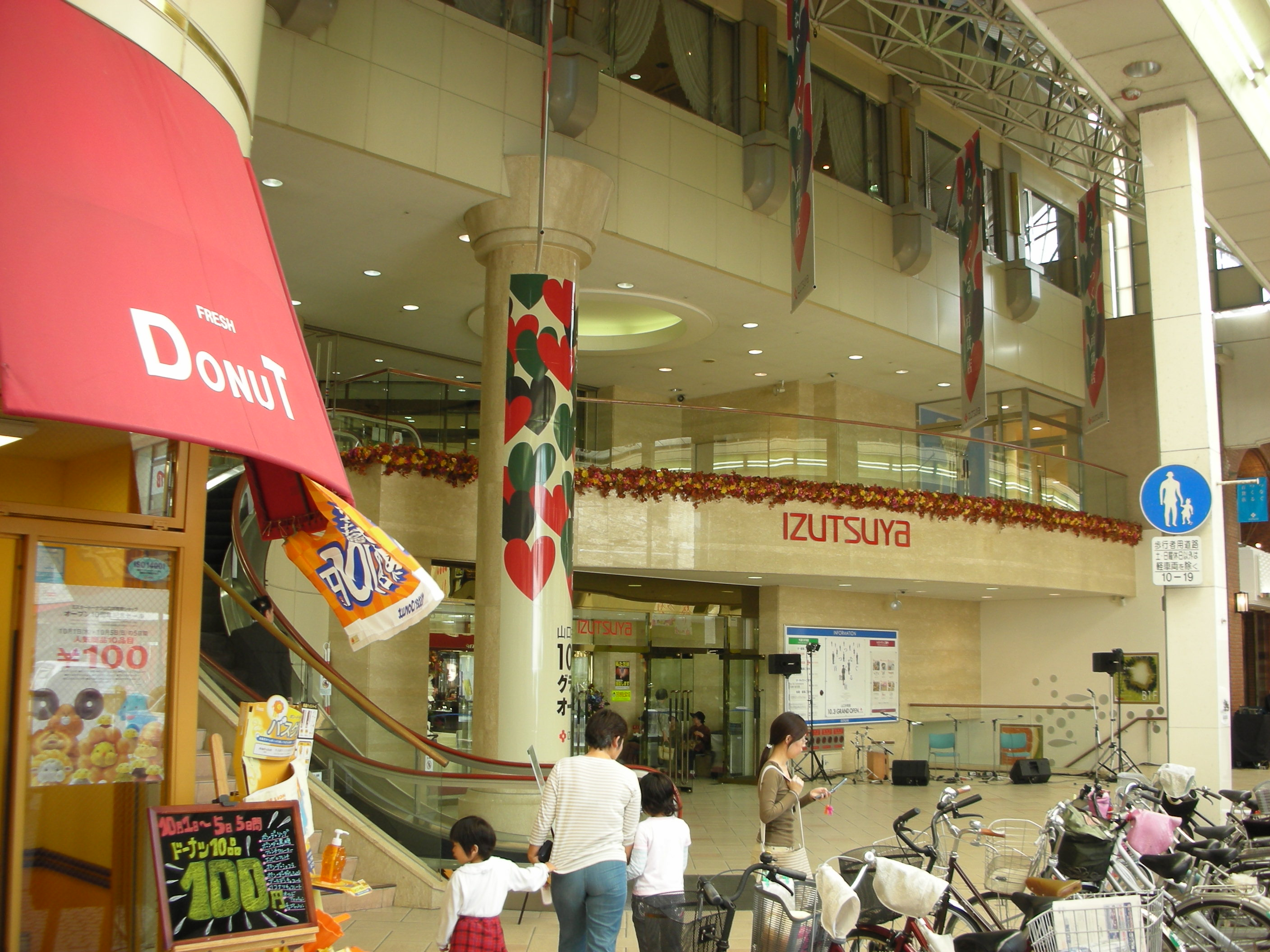
本店入口付近
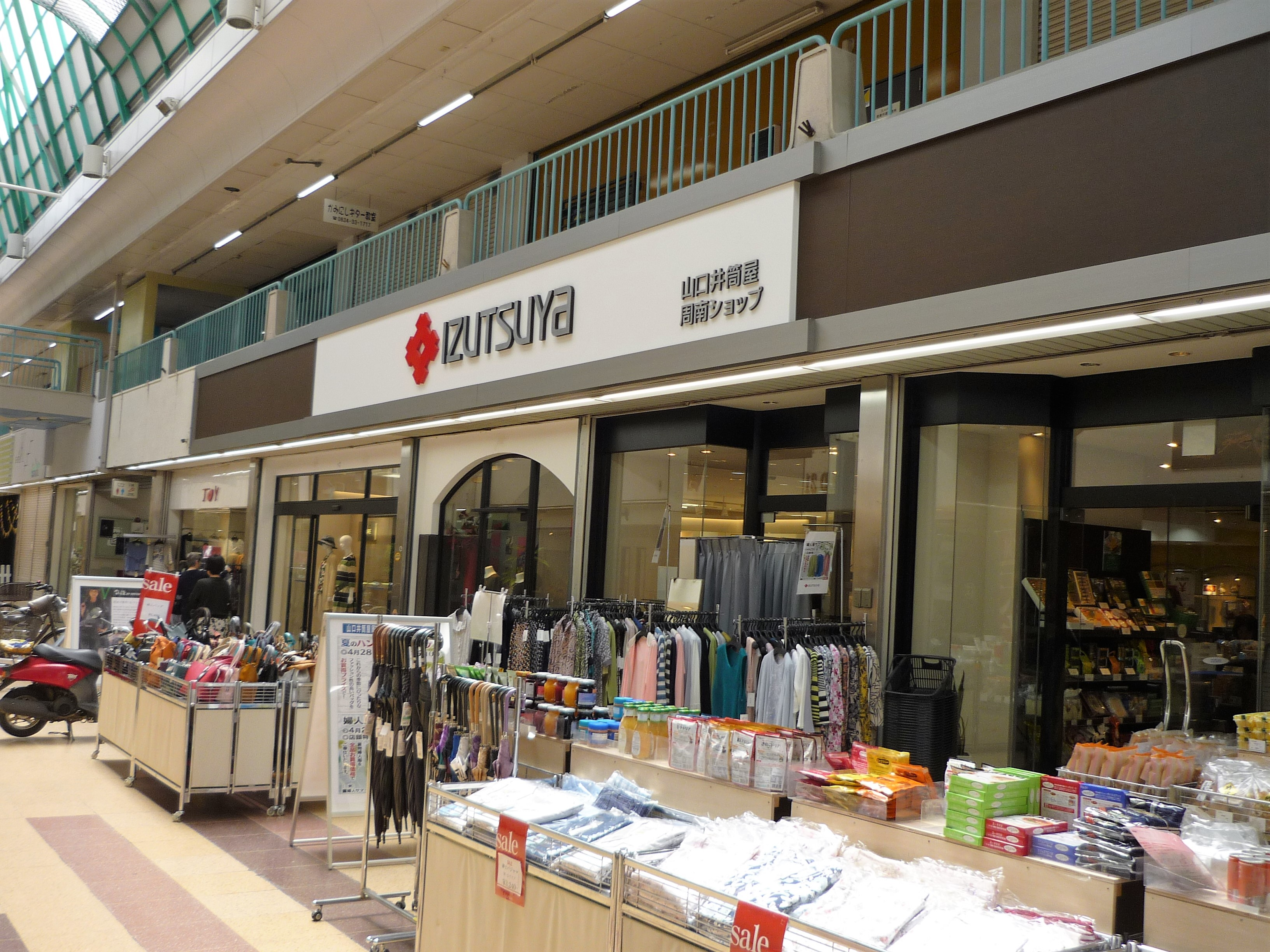
山口井筒屋周南ショップ
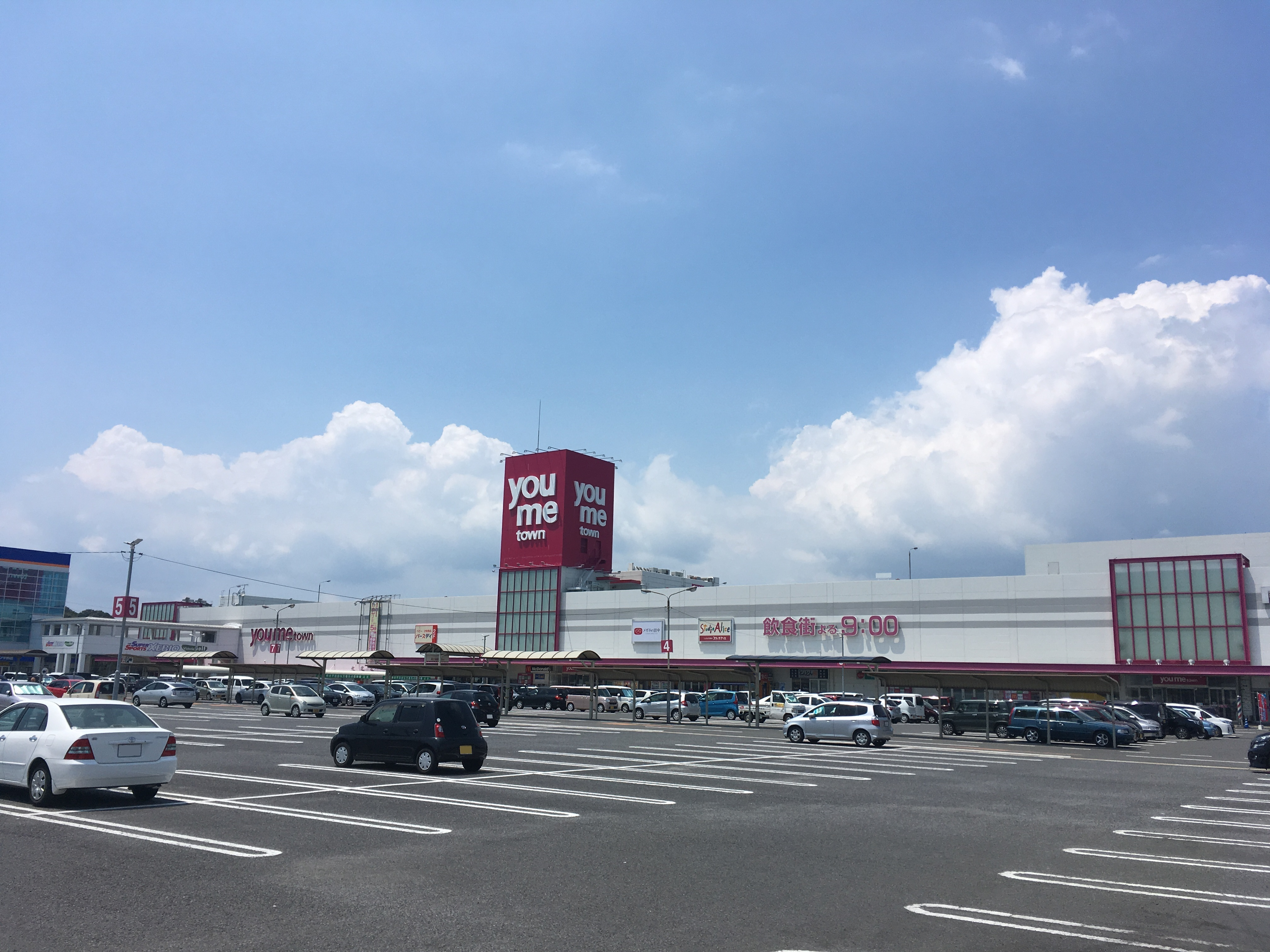
山口井筒屋宇部ショップの入居するゆめタウン宇部

## 過去に営業していた店舗

### 宇部店
旧「宇部井筒屋」の店舗。国道190号（常盤通り）沿いに建つ地上4階・地下1階の建物で、1977年に完成。1989年のリニューアルで無印良品やベネトンショップなどのブランドを導入 し、1993年には店舗増床および駐車場ビルを増築。年間売上高は1994年（平成6年）にピークとなる72億円に達した。
2006年に大規模改装を行い食品売場を地階から1階にも拡大。2008年（平成20年）、ちまきやの店舗運営を引き継ぐため社名が変わり、山口井筒屋宇部店となった。
2010年（平成22年）時点では宇部店単体で黒字経営となっていたが、売上減少が続いたことで2016年度（平成28年度）には経常赤字となり、2017年度（平成29年度）には年間売上高が28億円に減少。将来の収益改善の見通しが立たない中、建物老朽化による維持運営コストの増加が見込まれるため、宇部店は2018年12月31日をもって営業終了し、経営資源を山口店に集中させることとなった。
営業終了後も外商機能は維持し、先述通り2019年3月20日に宇部市内の商業施設「ゆめタウン宇部」にサテライトショップが開設された。
跡地は2019年2月に宇部商工会議所が取得すると発表されたが、3月開催された臨時議員総会で議案が否決され白紙に戻った。替わって宇部市が、商工会議所有志による約1億3600万円の寄付金をもとに跡地取得の交渉に乗り出し、5月27日に宇部市への売却が発表された。その後、株式会社にぎわい宇部が宇部市より委託運営を受け2019年7月20日、1階に暫定店舗「常盤町1丁目スマイルマーケット（愛称＝トキスマ）」をオープンした。同年11月には宇部市が基本方針を公表、複合施設に改修することとなり民間3社の提案を受けて2020年6月にカルチュア・コンビニエンス・クラブ株式会社と連携協定を締結したが、同年9月に市議会で設置条例案が否決された。「トキスマ」は当初、2022年3月までの営業を予定していたが、店舗の冷房設備からフロンガスが漏れていたことがわかり、修理に多額の費用が見込まれることから予定を繰り上げ2021年6月29日に閉店した。
宇部市は跡地に地域住民の交流や子育て支援の拠点となる複合施設を2026年10月に開所する計画で、整備は合人社計画研究所（広島市）に委託した。